# CMS Helmets
CMS Helmets ist ein portugiesischer Hersteller von Helmen für Motorräder. Das Unternehmen wurde 1976 von Mário Santiago gegründet. Der Firmenname enthält den Namen des Gründers: Capacetes Mário Santiago.
Anfangs wurden nur Thermoplast-Modelle produziert, später wurden auch Helme aus Faserverbundwerkstoffen ins Programm genommen.